# Parco della Favorita
Il Parco della Favorita o Real Tenuta della Favorita è un parco cittadino situato a Palermo, alle falde del Monte Pellegrino. Nato alla fine del XVIII secolo come tenuta reale del sovrano Ferdinando III di Borbone e dedicato principalmente alle attività di caccia e sperimentazione agricola, con un'estensione di 4 km² rappresenta il giardino più vasto del capoluogo siciliano - motivo per il quale viene considerato il suo "polmone naturale" - e il quarto parco più grande d'Italia. Oggi è inserito all'interno della riserva naturale orientata Monte Pellegrino, istituita nel 1996 ed eletta a sito di interesse comunitario per via dell'eccezionale ricchezza floristica e delle specie rare conservate al suo interno. Collega il centro urbano con la località balneare di Mondello. 

## Storia
Il parco venne creato nel 1799 da Ferdinando III di Borbone, che nell'anno precedente aveva abbandonato Napoli, costretto alla fuga a causa della rivoluzione partenopea spinta dalle truppe napoleoniche, per rifugiarsi a Palermo, dove venne trasferita la capitale del regno. Innamoratosi della rigogliosa campagna a nord del centro cittadino e probabilmente mosso dalla volontà di colmare la nostalgia che provava per la reggia di Portici, il sovrano decise di fondare un'enorme tenuta che interessasse parte del Monte Pellegrino, la Piana dei Colli e Mondello: a tal fine, espropriò una serie di terreni ad alcune famiglie aristocratiche palermitane, per un totale di circa 400 ettari. Il vasto possedimento prese il nome di Real Tenuta della Favorita, con buona probabilità in omaggio alla duchessa di Floridia, Lucia Migliaccio, con cui Ferdinando aveva iniziato una relazione amorosa segreta. 
In tale area il re ordinò anche l'edificazione della sua dimora, commissionando all'architetto Giuseppe Venanzio Marvuglia la ristrutturazione della "Casena", abitazione dall'estetica orientaleggiante appartenuta al barone della Scala, Giuseppe Lombardo. Marvuglia decise di mantenere l'originale gusto sinico, motivo per cui l'edificio prese il nome di Palazzina Cinese, arricchendola con elementi in stile Luigi XVI e pompeiano, più un ingegnoso ascensore che consentiva di portare le vivande dalle cucine direttamente al tavolo della sala da pranzo. Inoltre, il complesso architettonico venne ampliato con la costruzione delle scuderie reali e con alcuni edifici ancillari alla corte borbonica.

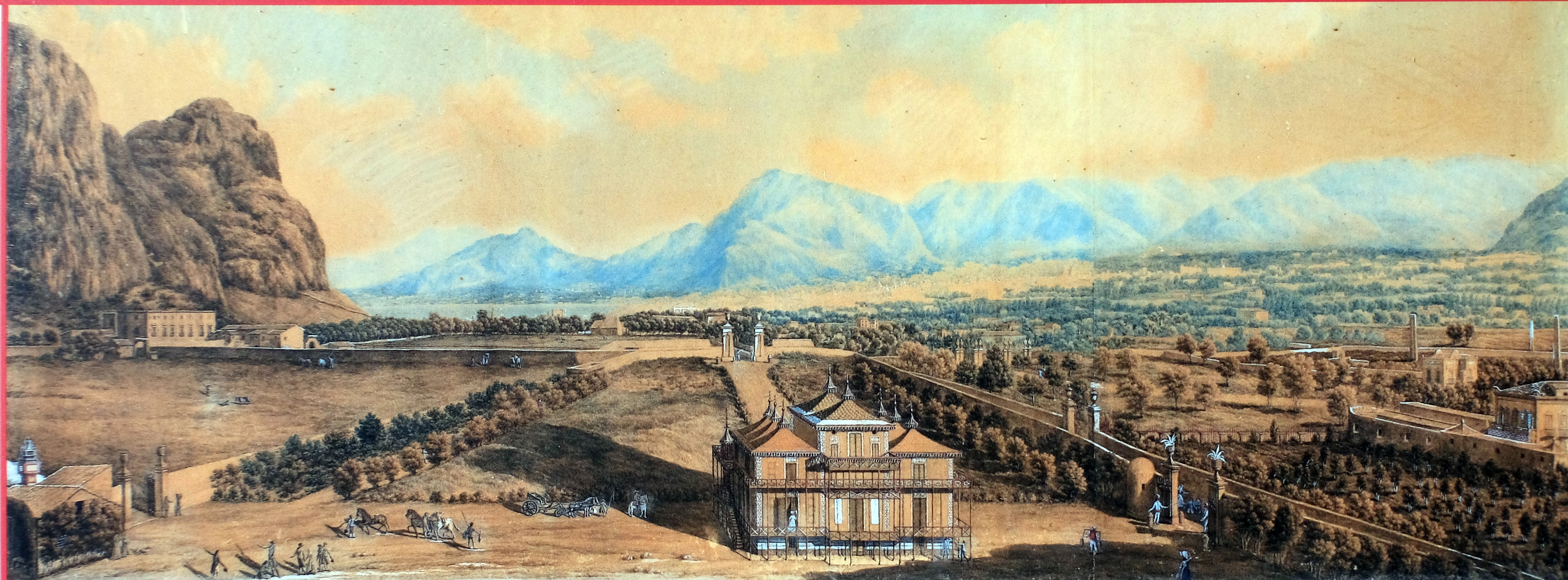
Illustrazione ottocentesca della Palazzina Cinese e del giardino circostante

La Favorita fu nello stesso tempo un parco dove godere del fresco nelle afose giornate estive, un luogo per esperimenti agricoli con grandi coltivazioni di agrumi, olivi, frassini, noci e sommacco, nonché una riserva di caccia, di cui il re era grande appassionato. La fitta boscaglia di leccio e lentisco era popolata da fagiani, pernici, beccacce e conigli, mentre i canali della palude venivano sfruttati per gare incentrate sulla pesca di cefali e anguille. Inoltre, nel primo periodo, una zona della tenuta - già utilizzata per esperimenti di volo a partire dal 1790 - fu destinata a palloni e mongolfiere. Dopo un breve ritorno a Napoli, Ferdinando giunse nuovamente a Palermo nel 1806 e fino al 1812 arricchì il suo parco con la costruzione dei viali, tuttora esistenti e attraverso i quali era più agevole spostarsi all'interno del vastissimo terreno, oltre che di strutture ed edifici. 
Nel 1860, con la disfatta della dinastia borbonica, La Favorita passò nelle mani dei Savoia, che decisero di aprire il parco al pubblico e di impiegarlo per l'organizzazione di eventi sportivi e mondani. Nel corso della prima guerra mondiale, tuttavia, il re Vittorio Emanuele III dispose che gran parte dell'area venisse destinata ad attività belliche, con la costruzione di caserme, depositi e, nel 1918, dell'Aeroscalo della Favorita, all'interno del quale venivano ospitati regolarmente i dirigibili. Dal 1937 al 1940, il parco ospitò quattro edizioni della Targa Florio, storica corsa automobilistica nata nel primo Novecento, mentre nel 1971 fu la scenografia della seconda edizione del festival rock Palermo Pop, dopo la prima tenutasi l'anno precedente presso lo stadio. In quell'occasione i Black Sabbath si esibirono per la prima volta in Italia.
La Favorita dal 1995 fa parte della Riserva Naturale Orientata Regionale “Monte Pellegrino”, estesa su 1.050 ettari, istituita dalla Regione Siciliana e gestita dai Rangers d'Italia.

## Descrizione

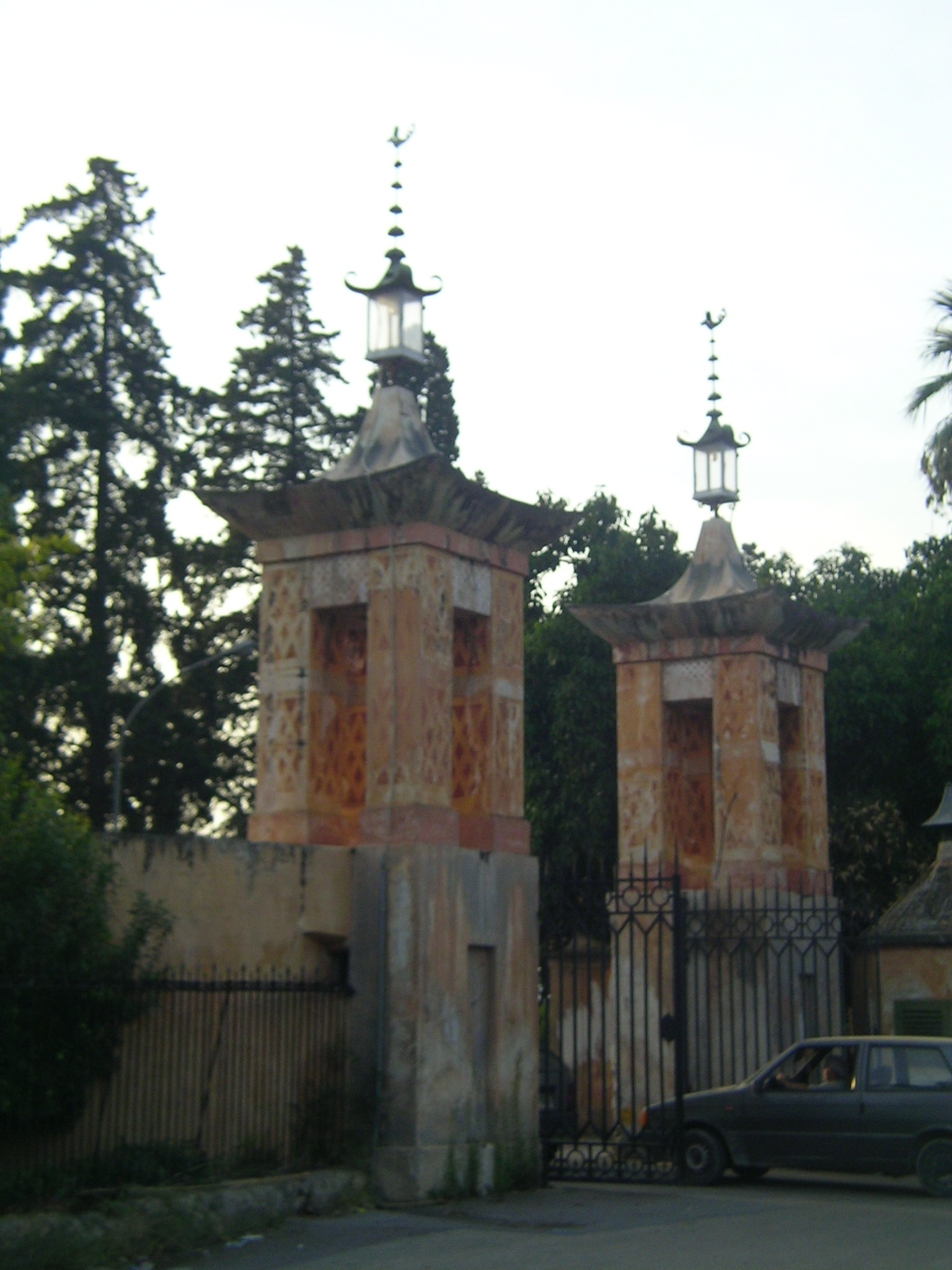
L'entrata del parco dal viale di Pomona

Il parco è dotato di due accessi principali: la Porta dei Leoni nel quartiere Libertà, situata nella piazza che prende il nome dalle due statue leonine poste all'ingresso e il Cancello Giusino che affaccia sul viale Regina Margherita, nella frazione di Mondello. Un ulteriore ingresso è posto appena dopo la borgata di Pallavicino. Due lunghi viali, intitolati ad Ercole e Diana, attraversano parallelamente l'area verde; destinati originariamente al passeggio, sono oggi delle arterie di comunicazione molto frequentate, perché collegano la città con la nota località balneare di Mondello.
Il viale d'Ercole termina con una fontana ottocentesca in stile neoclassico, con al centro una statua del mitico eroe recentemente restaurata. I due viali sono intersecati perpendicolarmente dal viale Pomona, dedicato alla dea della frutta e dei giardini.
Nel parco Ferdinando fece costruire, su progetto del Marvuglia, anche una residenza: la curiosa Palazzina Cinese, di stile orientaleggiante. La costruzione adiacente, nello stesso stile, oggi ospita il Museo Etnografico G. Pitrè. Il parco ospita inoltre Villa Niscemi, stupenda residenza ricca di antichi arredi ed opere d'arte, l'ippodromo del trotto, lo stadio ed altre strutture sportive.

## Il Patriarca della Favorita
Il Patriarca della Favorita, un esemplare millenario di Olea Europea, è l’albero più longevo di Palermo e si trova nel Parco della Favorita. È stato piantato in periodo arabo-normanno e nei secoli ha sviluppato un tronco di 11,10 metri, un’altezza di 10,50 metri e la sua chioma ha raggiunto i 15 metri per 14,15 metri. È stato scoperto in un primo giro di perlustrazione del Parco da Salvatore Palascino, il direttore della Riserva, a circa 700 metri dalla Casina Cinese. Oggi è soprannominato “Patriarca della Favorita” ed è tutelato dall’Associazione Nazionale dei Rangers d’Italia. Il più grande problema legato a questo albero monumentale, come dice Rosario Schicchi, ordinario di botanica sistematica all’università di Palermo, è l’impossibilità di calcolare con esattezza l’età dell’albero. Infatti, bisognerebbe estrarre dal fusto una carota di legno, ma il tronco del Patriarca è cavo all’interno. Dalle dimensioni, si può sicuramente dire che è un pluricentenario.